# 托賈克原野
托賈克原野（Togiak Wilderness）是一個受美國聯邦指定保護的原野區域，範圍包括阿拉斯加州西南部的迪靈漢與貝塞爾兩個人口普查區共約2,274,066英畝（9,202.82 km2）的土地。它佔據了托賈克野生動物保護區北部的大片區域。後者的設立保障其境內清澈的河流、湖泊與陡峭的山脈不被開發，而這些都座落在托賈克原野上。托賈克原野也是卡內克托克河（Kanektok River）、古德紐斯河（Goodnews River）與托賈克河三大水系的邊界。

## 外部連結
- Togiak Wilderness - Wilderness.net（英文）
- Togiak National Wildlife Refuge - 美國魚類與野生動物管理局（英文）